# Eleições autárquicas portuguesas de 1993 no distrito de Leiria
| Eleições autárquicas portuguesas de 1993 Distritos: Aveiro \| Beja \| Braga \| Bragança \| Castelo Branco \| Coimbra \| Évora \| Faro \| Guarda \| Leiria \| Lisboa \| Portalegre \| Porto \| Santarém \| Setúbal \| Viana do Castelo \| Vila Real \| Viseu \| Açores \| Madeira |

## Resultados por concelho
Os resultados nos concelhos do distrito de Leiria foram os seguintes:

### Alcobaça
| Partido                 | Partido                        | Votos  | %               | +/-  | Vereadores | +/-     |
| ----------------------- | ------------------------------ | ------ | --------------- | ---- | ---------- | ------- |
|                         | Partido Socialista             | 15 089 | 51,10 / 100,00  | 7,61 | 5 / 7      | 2       |
|                         | Partido Social Democrata       | 8 913  | 30,18 / 100,00  | 5,77 | 2 / 7      | 1       |
|                         | Coligação Democrática Unitária | 1 880  | 6,37 / 100,00   | 1,50 | 0 / 7      | Estável |
|                         | Partido Popular                | 1 204  | 4,08 / 100,00   | 7,62 | 0 / 7      | 1       |
|                         | Movimento Partido da Terra     | 1 004  | 3,40 / 100,00   | Novo | 0 / 7      | Novo    |
| Votos Inválidos         | Votos Inválidos                | 1 438  | 4,87 / 100,00   | 0,88 |            |         |
| Total                   | Total                          | 29 528 | 100,00 / 100,00 |      | 7 / 7      |         |
| Eleitorado/Participação | Eleitorado/Participação        | 46 178 | 63,94 / 100,00  | 1,09 |            |         |

### Alvaiázere
| Partido                 | Partido                        | Votos | %               | +/-   | Vereadores | +/-     |
| ----------------------- | ------------------------------ | ----- | --------------- | ----- | ---------- | ------- |
|                         | Partido Social Democrata       | 4 296 | 78,72 / 100,00  | 3,22  | 5 / 5      | 1       |
|                         | Partido Socialista             | 711   | 13,03 / 100,00  | 9,94  | 0 / 5      | Estável |
|                         | Partido Popular                | 193   | 3,54 / 100,00   | 13,09 | 0 / 5      | 1       |
|                         | Coligação Democrática Unitária | 65    | 1,19 / 100,00   | 0,05  | 0 / 5      | Estável |
| Votos Inválidos         | Votos Inválidos                | 192   | 3,52 / 100,00   | 0,02  |            |         |
| Total                   | Total                          | 5 457 | 100,00 / 100,00 |       | 5 / 5      |         |
| Eleitorado/Participação | Eleitorado/Participação        | 8 473 | 64,40 / 100,00  | 2,31  |            |         |

### Ansião
| Partido                 | Partido                        | Votos  | %               | +/-  | Vereadores | +/-     |
| ----------------------- | ------------------------------ | ------ | --------------- | ---- | ---------- | ------- |
|                         | Partido Social Democrata       | 4 272  | 52,40 / 100,00  | 1,61 | 4 / 7      | Estável |
|                         | Partido Socialista             | 1 801  | 22,09 / 100,00  | 0,46 | 2 / 7      | 1       |
|                         | Partido Popular                | 1 590  | 19,50 / 100,00  | 3,10 | 1 / 7      | 1       |
|                         | Coligação Democrática Unitária | 176    | 2,16 / 100,00   | 1,11 | 0 / 7      | Estável |
| Votos Inválidos         | Votos Inválidos                | 314    | 3,85 / 100,00   | 0,83 |            |         |
| Total                   | Total                          | 8 153  | 100,00 / 100,00 |      | 7 / 7      |         |
| Eleitorado/Participação | Eleitorado/Participação        | 12 663 | 64,38 / 100,00  | 1,10 |            |         |

### Batalha
| Partido                 | Partido                        | Votos  | %               | +/-  | Vereadores | +/-     |
| ----------------------- | ------------------------------ | ------ | --------------- | ---- | ---------- | ------- |
|                         | Partido Popular                | 3 790  | 47,49 / 100,00  | 0,61 | 4 / 7      | Estável |
|                         | Partido Social Democrata       | 3 188  | 39,95 / 100,00  | 6,16 | 3 / 7      | 1       |
|                         | Partido Socialista             | 598    | 7,49 / 100,00   | 6,03 | 0 / 7      | 1       |
|                         | Coligação Democrática Unitária | 98     | 1,23 / 100,00   | 0,23 | 0 / 7      | Estável |
| Votos Inválidos         | Votos Inválidos                | 306    | 3,84 / 100,00   | 0,26 |            |         |
| Total                   | Total                          | 7 980  | 100,00 / 100,00 |      | 7 / 7      |         |
| Eleitorado/Participação | Eleitorado/Participação        | 11 330 | 70,43 / 100,00  | 3,11 |            |         |

### Bombarral
| Partido                 | Partido                           | Votos  | %               | +/-  | Vereadores | +/-     |
| ----------------------- | --------------------------------- | ------ | --------------- | ---- | ---------- | ------- |
|                         | Partido Social Democrata          | 2 098  | 29,94 / 100,00  | 2,81 | 3 / 7      | Estável |
|                         | Partido Socialista                | 1 832  | 26,14 / 100,00  | 7,16 | 2 / 7      | 1       |
|                         | Partido Popular                   | 1 518  | 21,66 / 100,00  | 0,10 | 2 / 7      | 1       |
|                         | Coligação Democrática Unitária    | 502    | 7,16 / 100,00   | 1,79 | 0 / 7      | Estável |
|                         | Partido da Solidariedade Nacional | 403    | 5,75 / 100,00   | Novo | 0 / 7      | Novo    |
|                         | Movimento Partido da Terra        | 375    | 5,35 / 100,00   | Novo | 0 / 7      | Novo    |
| Votos Inválidos         | Votos Inválidos                   | 280    | 3,99 / 100,00   | 0,55 |            |         |
| Total                   | Total                             | 7 008  | 100,00 / 100,00 |      | 7 / 7      |         |
| Eleitorado/Participação | Eleitorado/Participação           | 12 082 | 58,00 / 100,00  | 2,15 |            |         |

### Caldas da Rainha
| Partido                 | Partido                        | Votos  | %               | +/-  | Vereadores | +/-     |
| ----------------------- | ------------------------------ | ------ | --------------- | ---- | ---------- | ------- |
|                         | Partido Social Democrata       | 11 751 | 55,34 / 100,00  | 2,40 | 5 / 7      | Estável |
|                         | Partido Socialista             | 6 251  | 29,44 / 100,00  | 0,61 | 2 / 7      | Estável |
|                         | Partido Popular                | 1 195  | 5,63 / 100,00   | 2,42 | 0 / 7      | Estável |
|                         | Coligação Democrática Unitária | 1 167  | 5,50 / 100,00   | 0,08 | 0 / 7      | Estável |
| Votos Inválidos         | Votos Inválidos                | 869    | 4,09 / 100,00   | 0,54 |            |         |
| Total                   | Total                          | 21 233 | 100,00 / 100,00 |      | 7 / 7      |         |
| Eleitorado/Participação | Eleitorado/Participação        | 37 986 | 55,90 / 100,00  | 3,09 |            |         |

### Castanheira de Pêra
| Partido                 | Partido                        | Votos | %               | +/-  | Vereadores | +/-     |
| ----------------------- | ------------------------------ | ----- | --------------- | ---- | ---------- | ------- |
|                         | Partido Socialista             | 1 817 | 57,01 / 100,00  | 9,51 | 3 / 5      | 1       |
|                         | Partido Social Democrata       | 1 245 | 39,06 / 100,00  | 8,47 | 2 / 5      | 1       |
|                         | Coligação Democrática Unitária | 29    | 0,91 / 100,00   | 0,07 | 0 / 5      | Estável |
| Votos Inválidos         | Votos Inválidos                | 96    | 3,02 / 100,00   | 0,97 |            |         |
| Total                   | Total                          | 3 187 | 100,00 / 100,00 |      | 5 / 5      |         |
| Eleitorado/Participação | Eleitorado/Participação        | 4 118 | 77,39 / 100,00  | 4,28 |            |         |

### Figueiró dos Vinhos
| Partido                 | Partido                        | Votos | %               | +/-   | Vereadores | +/-     |
| ----------------------- | ------------------------------ | ----- | --------------- | ----- | ---------- | ------- |
|                         | Partido Socialista             | 3 717 | 65,61 / 100,00  | 11,87 | 4 / 5      | 1       |
|                         | Partido Social Democrata       | 1 629 | 28,76 / 100,00  | 13,11 | 1 / 5      | 1       |
|                         | Partido Popular                | 114   | 2,01 / 100,00   | -     | 0 / 5      | -       |
|                         | Coligação Democrática Unitária | 39    | 0,69 / 100,00   | 0,26  | 0 / 5      | Estável |
| Votos Inválidos         | Votos Inválidos                | 166   | 2,93 / 100,00   | 0,52  |            |         |
| Total                   | Total                          | 5 665 | 100,00 / 100,00 |       | 5 / 5      |         |
| Eleitorado/Participação | Eleitorado/Participação        | 7 227 | 78,39 / 100,00  | 1,06  |            |         |

### Leiria
| Partido                 | Partido                        | Votos  | %               | +/-  | Vereadores | +/-     |
| ----------------------- | ------------------------------ | ------ | --------------- | ---- | ---------- | ------- |
|                         | Partido Social Democrata       | 20 752 | 39,11 / 100,00  | 6,13 | 4 / 9      | 1       |
|                         | Partido Socialista             | 17 682 | 33,33 / 100,00  | 4,15 | 3 / 9      | Estável |
|                         | Partido Popular                | 9 497  | 17,90 / 100,00  | 0,48 | 2 / 9      | 1       |
|                         | Coligação Democrática Unitária | 2 049  | 3,86 / 100,00   | 0,04 | 0 / 9      | Estável |
| Votos Inválidos         | Votos Inválidos                | 3 074  | 5,80 / 100,00   | 1,53 |            |         |
| Total                   | Total                          | 53 054 | 100,00 / 100,00 |      | 9 / 9      |         |
| Eleitorado/Participação | Eleitorado/Participação        | 86 152 | 61,58 / 100,00  | 2,18 |            |         |

### Marinha Grande
| Partido                 | Partido                        | Votos  | %               | +/-  | Vereadores | +/-     |
| ----------------------- | ------------------------------ | ------ | --------------- | ---- | ---------- | ------- |
|                         | Partido Socialista             | 6 865  | 40,85 / 100,00  | 4,59 | 3 / 7      | Estável |
|                         | Coligação Democrática Unitária | 6 688  | 39,80 / 100,00  | 4,32 | 3 / 7      | Estável |
|                         | Partido Social Democrata       | 1 957  | 11,65 / 100,00  | 4,32 | 1 / 7      | Estável |
|                         | Partido Popular                | 519    | 3,09 / 100,00   | -    | 0 / 7      | -       |
| Votos Inválidos         | Votos Inválidos                | 776    | 4,62 / 100,00   | 0,98 |            |         |
| Total                   | Total                          | 16 805 | 100,00 / 100,00 |      | 7 / 7      |         |
| Eleitorado/Participação | Eleitorado/Participação        | 28 077 | 59,85 / 100,00  | 4,58 |            |         |

### Nazaré
| Partido                 | Partido                        | Votos  | %               | +/-   | Vereadores | +/-     |
| ----------------------- | ------------------------------ | ------ | --------------- | ----- | ---------- | ------- |
|                         | Partido Social Democrata       | 4 070  | 44,49 / 100,00  | 24,43 | 4 / 7      | 2       |
|                         | Partido Socialista             | 3 961  | 43,30 / 100,00  | 6,88  | 3 / 7      | 1       |
|                         | Coligação Democrática Unitária | 734    | 8,02 / 100,00   | 2,58  | 0 / 7      | Estável |
|                         | Partido Popular                | 139    | 1,52 / 100,00   | 8,82  | 0 / 7      | 1       |
| Votos Inválidos         | Votos Inválidos                | 244    | 2,66 / 100,00   | 1,03  |            |         |
| Total                   | Total                          | 9 148  | 100,00 / 100,00 |       | 7 / 7      |         |
| Eleitorado/Participação | Eleitorado/Participação        | 13 013 | 70,30 / 100,00  | 6,57  |            |         |

### Óbidos
| Partido                 | Partido                        | Votos | %               | +/-   | Vereadores | +/-     |
| ----------------------- | ------------------------------ | ----- | --------------- | ----- | ---------- | ------- |
|                         | Partido Socialista             | 2 808 | 49,53 / 100,00  | 12,56 | 3 / 5      | 1       |
|                         | Partido Social Democrata       | 2 329 | 41,08 / 100,00  | 14,93 | 2 / 5      | 1       |
|                         | Coligação Democrática Unitária | 174   | 3,07 / 100,00   | 0,57  | 0 / 5      | Estável |
|                         | Partido Popular                | 129   | 2,28 / 100,00   | 1,74  | 0 / 5      | Estável |
| Votos Inválidos         | Votos Inválidos                | 229   | 4,04 / 100,00   | 0,05  |            |         |
| Total                   | Total                          | 5 669 | 100,00 / 100,00 |       | 5 / 5      |         |
| Eleitorado/Participação | Eleitorado/Participação        | 9 415 | 60,21 / 100,00  | 3,28  |            |         |

### Pedrógão Grande
| Partido                 | Partido                        | Votos | %               | +/-   | Vereadores | +/-     |
| ----------------------- | ------------------------------ | ----- | --------------- | ----- | ---------- | ------- |
|                         | Partido Socialista             | 2 004 | 61,06 / 100,00  | 30,43 | 3 / 5      | 2       |
|                         | Partido Social Democrata       | 1 100 | 33,52 / 100,00  | 29,78 | 2 / 5      | 2       |
|                         | Coligação Democrática Unitária | 32    | 0,98 / 100,00   | 0,40  | 0 / 5      | Estável |
| Votos Inválidos         | Votos Inválidos                | 146   | 4,45 / 100,00   | 0,25  |            |         |
| Total                   | Total                          | 3 282 | 100,00 / 100,00 |       | 5 / 5      |         |
| Eleitorado/Participação | Eleitorado/Participação        | 4 678 | 70,16 / 100,00  | 10,46 |            |         |

### Peniche
| Partido                 | Partido                        | Votos  | %               | +/-  | Vereadores | +/-     |
| ----------------------- | ------------------------------ | ------ | --------------- | ---- | ---------- | ------- |
|                         | Partido Social Democrata       | 4 522  | 38,65 / 100,00  | 6,47 | 3 / 7      | 1       |
|                         | Partido Socialista             | 4 043  | 34,56 / 100,00  | 1,72 | 3 / 7      | 1       |
|                         | Coligação Democrática Unitária | 1 957  | 16,73 / 100,00  | 2,37 | 1 / 7      | Estável |
|                         | Partido Popular                | 651    | 5,56 / 100,00   | 2,00 | 0 / 7      | Estável |
| Votos Inválidos         | Votos Inválidos                | 527    | 4,50 / 100,00   | 0,37 |            |         |
| Total                   | Total                          | 11 700 | 100,00 / 100,00 |      | 7 / 7      |         |
| Eleitorado/Participação | Eleitorado/Participação        | 21 753 | 53,79 / 100,00  | 5,59 |            |         |

### Pombal
| Partido                 | Partido                        | Votos  | %               | +/-   | Vereadores | +/-     |
| ----------------------- | ------------------------------ | ------ | --------------- | ----- | ---------- | ------- |
|                         | Partido Social Democrata       | 12 310 | 48,63 / 100,00  | 16,18 | 4 / 7      | 2       |
|                         | Partido Socialista             | 11 346 | 44,82 / 100,00  | 10,24 | 3 / 7      | 2       |
|                         | Coligação Democrática Unitária | 490    | 1,94 / 100,00   | 0,24  | 0 / 7      | Estável |
| Votos Inválidos         | Votos Inválidos                | 1 167  | 4,61 / 100,00   | 0,63  |            |         |
| Total                   | Total                          | 25 313 | 100,00 / 100,00 |       | 7 / 7      |         |
| Eleitorado/Participação | Eleitorado/Participação        | 45 008 | 56,24 / 100,00  | 3,25  |            |         |

### Porto de Mós
| Partido                 | Partido                           | Votos  | %               | +/-   | Vereadores | +/-     |
| ----------------------- | --------------------------------- | ------ | --------------- | ----- | ---------- | ------- |
|                         | Partido Social Democrata          | 4 526  | 36,53 / 100,00  | 21,80 | 3 / 7      | 2       |
|                         | Partido Popular                   | 3 250  | 26,23 / 100,00  | 12,68 | 2 / 7      | 1       |
|                         | Partido Socialista                | 2 743  | 22,14 / 100,00  | 6,81  | 2 / 7      | 1       |
|                         | Coligação Democrática Unitária    | 674    | 5,44 / 100,00   | 0,91  | 0 / 7      | Estável |
|                         | Partido da Solidariedade Nacional | 556    | 4,49 / 100,00   | Novo  | 0 / 7      | Novo    |
| Votos Inválidos         | Votos Inválidos                   | 640    | 5,17 / 100,00   | 1,27  |            |         |
| Total                   | Total                             | 12 389 | 100,00 / 100,00 |       | 7 / 7      |         |
| Eleitorado/Participação | Eleitorado/Participação           | 19 054 | 65,02 / 100,00  | 7,11  |            |         |